# Hellmuth Marx
Hellmuth Marx, avstrijski kipar, * 17. junij 1915, Linz, † 1. januar 2002, Lienz.

## Življenje
Marx se je rodil kot najmlajši od petih otrok v Linzu na Donavi. Njegov oče, Viktor Marx iz Gradca (1870-1928), je bil c.-kr. častnik; njegova mati, Clara Marx, roj. Pichler, (1876-1948), je bila iz Zgornjega Dravograda (Gostilna Gasthof Post). Leta 1926 je obiskoval gimnazijo v Gradcu, rodnem mestu svoje babice po očetovi strani (Theresia Pesendorfer iz cehovske družine). Maturiral je v juniju 1933 na Marijanskem inštitutu/Marieninstitut. 
Od 1933 je študiral na Tehniški visoki šoli v Gradcu sedem semestrov arhitekturo – morda je sledil vzorom  Pichlerjevega sorodstva iz Zgornjega Dravograda – in bil hkrati vpisan na Štajerski deželni umetnostni šoli pri profesorjih Danielu Pauluzziju, Alfredu Wickenburgu in Fritzu Silberbauerju. Tam bi utegnil študirati  tudi pri Wilhelmu Gösserju, vodji mojstrskega razreda za lesno in kameno kiparstvo. Wilhelm Gösser je bil sin kiparja Hansa Brandstetterje, ki je leta 1909 oblikoval spominsko ploščo za pesnika Friedricha Marxa v Zgornjem Dravogradu. 
1938/39 je bil najprej vpoklican na opravljanje vojaškega roka v Celovcu, v nadaljevanju pa je moral iti kot vojak na Severno fronto. Vojni dogodki so ga pripeljali na Laponsko, Finsko in Norveško do Narvika. Od maja 1939 do januarja 1940 je smel prekiniti vojaško službo, da bi po uspešnem sprejemnem izpitu kot gost obiskoval Splošno kiparsko šolo na Akademiji upodabljajočih umetnosti na Dunaju. 
Tu je bil vpisan tudi v zimskem semestru 1941/42, ko je imel študijski dopust 1946-47 se je vrnil na Dunaj na akademijo na Schillerplatzu, na Mojstrsko šolo za kiparstvo pri Josefu Müllnerju. 1948 so ga v kraju Sveta Kri pod Velikim Klekom pri sebi sprejele mati in dve sestri. Po študijskem času na Dunaju je ostal od junija 1947 do jeseni 1955 v Sveti Krvi in od 1948 naprej začel delati kot svobodni umetnik. Po letih izmeničnega bivanja v Sveti krvi in Zgornjem Dravogradu, se je tu dokončno naselil in do smrti živel v Stainernhausu na Trgu. 
Hellmuth Marx je umrl 1. januarja 2002 v Lienzu.

## Dela
Hellmuth Marx je kot upodabljajoči umetnik ustvaril figurativna dela. V njegovem delu prevladuje človeško telo. V prvi vrsti je bil kipar. Poleg svojemu glavnemu področju, ob tem  slikarstvu, se je Hellmuth Marx v teku svojega življenja posvečal tudi drugim upodabljajočim umetnostim. H kiparski izobrazbi je spadalo risanje (aktov) in slikanje, s čimer se je občasno ukvarjal in kasneje dopolnil s fotografijo. Negativi fotografij, med njimi tudi posnetki portretov, so se izgubili.